# 106-та кавалерійська дивізія (СРСР)
106-та Казахська національна кавалерійська дивізія — з'єднання кавалерії РСЧА, створене під час Німецько-радянської війни 1941−1945 рік.

## Історія дивізії
Від грудня 1941 до березня 1942 року в Акмолінську формували Казахську національну кавалерійську дивізію. Як свідчить протокол № 87 бюро міськкому КП(б)До Акмолинської області від 24 листопада 1941 року, призову підлягали кращі з кращих, «незалежно від займаної посади, лише б за своїми якостями відповідали пропонованим високим вимогам при формуванні національного військового з'єднання...».

Акт приймання дивізії:

Цілком таємно. 
Акт приймання 106-ї дивізії.
Чисельний склад дивізії: 4091 осіб
Озброєння:
Автомати: 0*
Нагани: 0*
Гвинтівки: 102*
Міномети 50 мм: 43
Міномети 82 мм: 18
Коні: 3180
- * Як видно з акту, гвинтівок був некомплект, автомати і пістолети були відсутні повністю. Всі 102 гвинтівки були розподілені: 
269 кавполк – 25 гвинтівок,
288 кавполк – 16 гвинтівок
307 кавполк – 10 гвинтівок
артилерійський дивізіон – 13 гвинтівок,
взвод ОО (охорони та обслуговування) – 7 гвинтівок.
- (Примітка: 4091 людини у складі кавалерійських полків було 3220 кавалериста, на всіх малося 3100 шабель, теж некомплект...)

16 березня 1942 року вийшов наказ про повне розформування 106 кавалерійської дивізії і поповненні її підрозділами інших кавалерійських частин, але 21 березня 1942 року надходить телеграфне розпорядження, у якому повідомляють, що 106 дивізію треба негайно відправити на фронт.
З наказу ставки Верховного головного командування від 16 березня 1942 року:
«З метою покращити боєздатність кавалерійських частин і створення необхідних ресурсів для своєчасного забезпечення цілком підготовленим маршовим поповненням ставка Верховного головного командування наказує:
– розформувати 100-ю узбецьку, 106-ю казахську і 107-ю киргизьку національні кавалерійські дивізії САБО;
– збройні розформовані кавдивізії повернути в розпорядження військових рад на доозброєння, вони  залишаються в фронтах кавдивизій, та надати ГАУ до 1 квітня донесення про кількість переданого озброєння».

І 23 березня 1942 року 106 кавалерійська дивізія з р. Акмолинска відправляється в діючу армію і вливається до складу 6-го кавалерійського корпусу генерала А. Носкова. Склад 6 кавалерійського корпусу (26кд, 28кд, 49кд) інтенсивно проходив всі види бойової навчання і спільної дії з танками. Ставка Верховного головнокомандування планувала в травні почати операцію по визволенню Харкова, де ударними військами повинні були бути кавалерійські корпуси у взаємодії з танковими бригадами. На посилення корпусу і була перекинута 106 кавалерійська дивізія.
106 кавдивізія йшла дванадцятьма ешелонами. Перший ешелон вийшов з Казахстану 23 березня 1942 року, останній ешелон прибув до Харкова 12 травня. Всі ешелони прибували до Харкова один за одним, безперервно, протягом зазначених дат. 
Номери ешелонів
1. №20691
2. №20692
3. №20693
4. №20694
5. №20695
6. №20696
7. №20697
8. №20698
9. №20699
10. №20700
11. №20701
12. №20702

разом з 106кд - 4323 чол.
Політичне донесення від 9 травня 1942 року. У ньому йдеться про збори, що проходили в 6-му кавалерійському корпусі. Ось цитата з нього: 
|  | «...сьогодні до нас прийшло поповнення. До корпусу прибуло поповнення у складі повної кавалерійської дивізії 4175 осіб, у тому числі комначскладу 356 осіб, молодшого начскладу 528 людини, рядового складу 3291 людина. Начальницький склад дивізії складається з командного складу 200 осіб, з політскладу – 59, адміністративно-господарського складу – 31, медперсоналу – 27, ветеринарного складу – 21, технічного складу – 7 осіб. 90 відсотків усього складу за національністю касатки... Політико-моральний стан особового складу поповнення судячи з їх поведінки в дорозі і як виявлено в бесідах – здорове. Поповнення навчено, обмундировано по-зимовому...» Оригінальний текст (рос.) «...сегодня к нам пришло пополнение. К корпусу прибыло пополнение в составе полной кавалерийской дивизии 4175 человек, в том числе комначсостава 356 человек, младшего начсостава 528 человека, рядового состава 3291 человек. Начальствующий состав дивизии состоит – из командного состава 200 человек, из политсостава – 59, административно-хозяйственного состава – 31, медперсонала – 27, ветеринарного состава – 21, технического состава – 7 человек. По национальности 90 процентов всего состава казахи... Политико-моральное состояние личного состава пополнения судя по их поведению в пути и как выявлено в беседах – здоровое. Пополнение обучено, обмундировано по-зимнему...» |

В останніх числах травня була оточена в районі Красноград-Мерефа-Лозовеньки. З огляду на дату полону бійців і командирів 106-ї кавалерійської дивізії – 26 і 27 травня 1942 року – можна стверджувати, що майже всі зниклі безвісти і полонені прийняли свій останній бій в районі села Лозовенька.

## Командири дивізії
командир: майор Панків Борис Никифорович
комісар: старший батальйонний комісар Мамбатов Темиргали (з 3.03.42 за 20.03.42), політрук Нуркан Сеїтов
керівник штабу: майор Осадченко Павло Михайлович
Начполітвідділу: ст.політрук Кульмагамбетов Сагадат Мендыгожинович

## Склад дивізії
командир: майор Ахмамбетов Саугабай Шектимирович
командир: капітан Русів Павло Миколайович
начштабу: капітан Джандаров
комісар: старший політрук Хасанов Ібрагім Садырдинович
307 кавалерійський полк
командир: майор Уваісов Тажгалій Тугаевич
288 кавалерійський полк (сформований у Семеї)
командир: в.о. майор Іван Олексійович Кисельов
комісар: політрук Джамомбаев Мамбет Шокеевич
95 окремий кінно-артилерійський дивізіон
командир: капітан Заікін Григорій Опанасович
77 окремий півескадрон зв'язку